# 銃用雷管

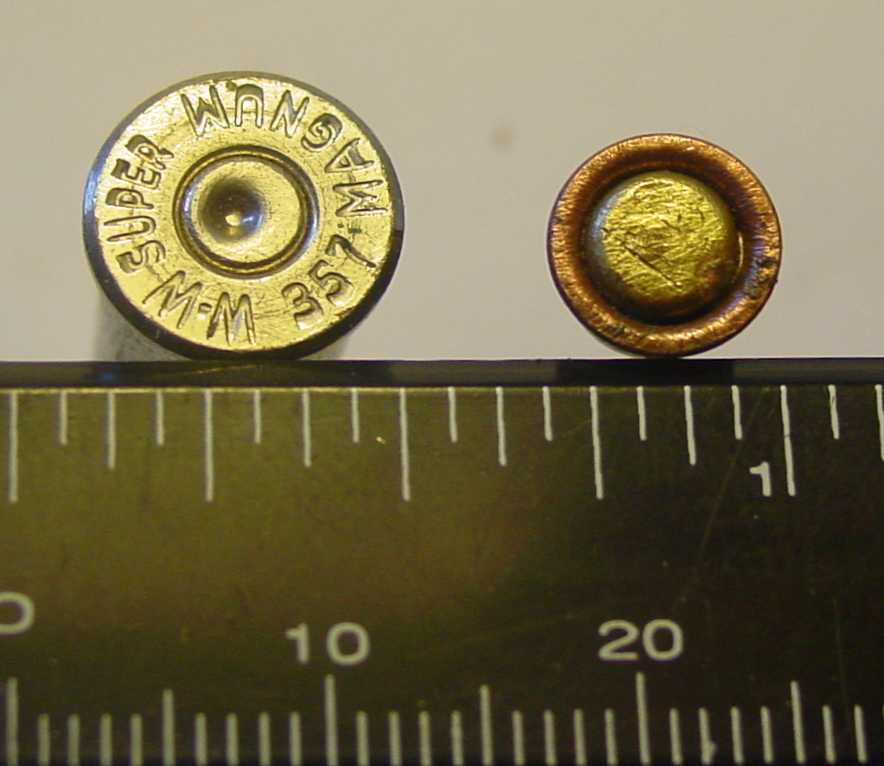
雷管2種。左は薬莢に填め込まれた拳銃弾用、右は散弾用。拳銃弾用は、発射した際に撃針が打ち込まれた跡が残っている。

銃用雷管（じゅうようらいかん、英:Primer、英:Percussion cap）は、実包の部品の一つである。プライマーは実包の薬莢底部に位置し、撃針で衝撃を加えられることで発火してガンパウダー（発射薬）に着火して弾丸を発射させる。
これとは別にパーカッションキャップを用いた前装式銃は雷管式あるいは管打式と呼ぶ。詳細は「パーカッションロック式」を参照。

## 概要

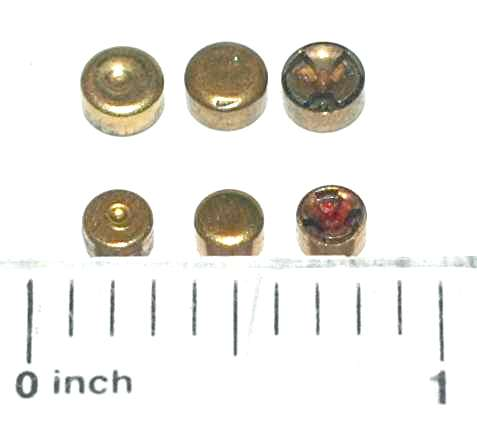
銃用雷管の表と裏側の図。上段がライフル用、下段が拳銃用で、左端のものは発火済みのものである。右端は雷管の裏側であり、放射性物質マークに似た外観を持つ発火金が確認できる。

1830年ごろに発明された銃用雷管は、どんな条件の中でも確実に実包の発射薬を着火させ、銃弾を発射することを可能にした。この発明以前には、マッチロック式（火縄銃）や火打石を使ったホイールロック式・フリントロック式（燧石式）などが使用されていたが、これらの銃は湿気による不発が多く、銃が雨などで濡れると発射できなくなることも多かった。
銃用雷管は、真鍮や銅で出来た小さな筒や皿のような形をしていて、中には数ミリグラムの衝撃に敏感な起爆薬を詰めている。
初期には雷酸水銀やアジ化鉛、トリシネートを使用していたが、水銀や鉛の害が問題になり、近年ではジアゾジニトロフェノールが使用されるようになってきている。

## 種類
一般的に利用されている薬莢には、発射薬に着火するための雷管の位置や種類によってバリエーションがある。

### センターファイア型
中心打式(en)とも呼ぶ。
金属薬莢の底部中心位置に雷管を挿入し、これを叩いて発火させる方式がセンターファイア方式である。

センターファイア方式の薬莢には、挿入される雷管のタイプによってベルダン式とボクサー式の2種類が存在し、欧州大陸の軍ではベルダン式が、英米系の軍ではボクサー式が使われており、日本では旧軍がベルダン式、自衛隊がボクサー式を使用している。

#### ベルダン型

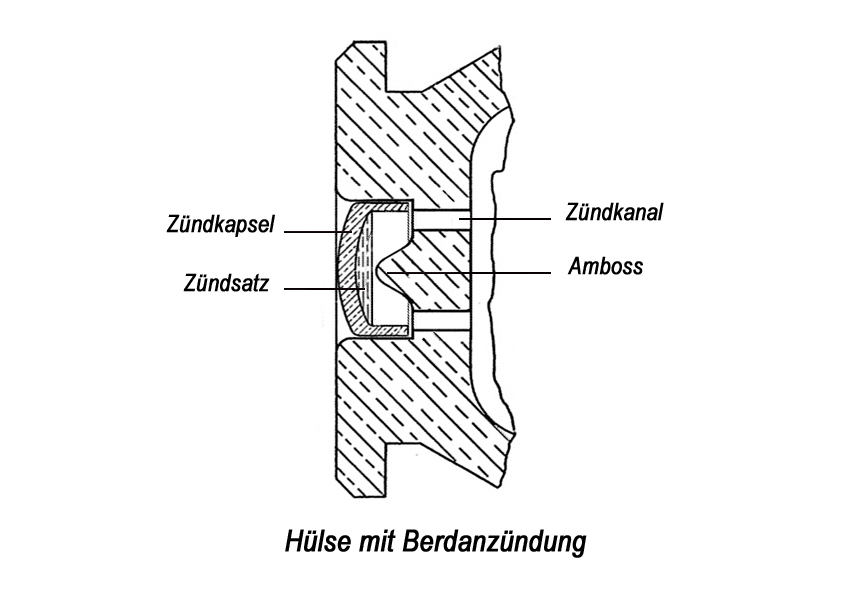
ベルダン型の一例

撃針の衝撃を受け止め起爆薬を発火させる発火金（はっかがね）が内蔵されておらず、薬莢側の突起（中央に導火孔がある）として一体になった部分を発火金とする形式。この部分は撃発の際に変型することがあるため、この雷管を使う薬莢はリロード（再利用）はできない。アメリカで考案されヨーロッパで主流となった。日本でも三八式歩兵銃の6.5×50弾などの軍用弾にベルダン型の採用例が存在する。

#### ボクサー型

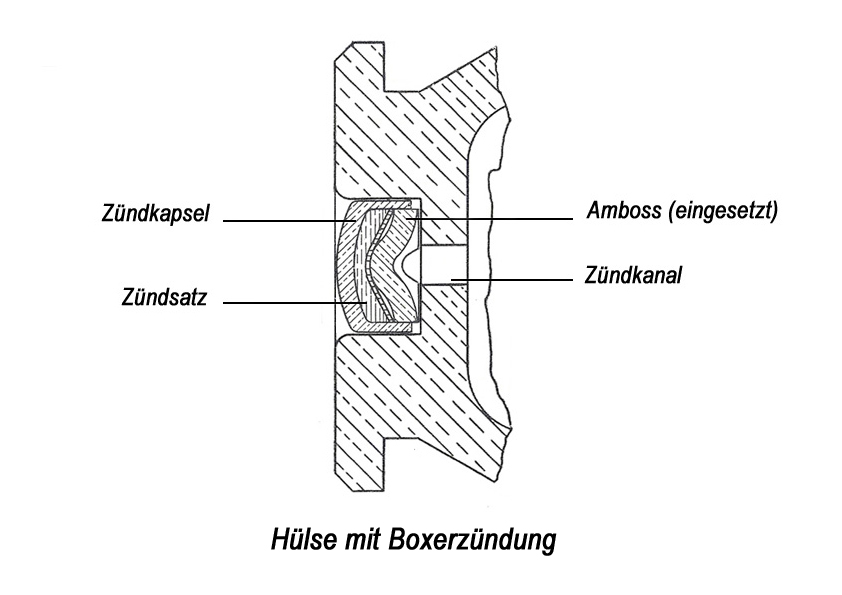
ボクサー型の一例

発火金が内蔵されている雷管の形式。使用済みの雷管を突き出しやすく、雷管を交換すれば発火金も交換する事になるため、リロードに向いている。ヨーロッパで考案され、リロードが一般的だったアメリカで主流となった。日本においては、雷管本体と発火金が別体となった村田銃用の村田1号雷管が発売され、その後に発火金一体型の「はやぶさ雷管」や「コダマ雷管」等に移行していった。

### ピンファイア型
ベルダン型やボクサー型等、現代で最も一般的な「センターファイア式雷管」登場以前に存在した形式。実包底部から薬莢縁側に向けてピンが飛び出しており、オープンハンマー（有鶏頭式散弾銃の撃鉄）がピンを叩く事で発火する。側面に小さなピンが突出した形状の全金属薬莢であるピンファイア式（薬莢から飛び出したピンの外観からカニ目打ち式とも呼ばれた）を用いる銃器が欧州から世界中に広く輸出されたため、日本にも多数現存している。
ピンファイア式は最初の実用金属薬莢となったが、発火薬を突くピンが露出しているため暴発の危険が高く、より安全に携行できる後発の薬莢が出現すると急速に衰退した。
フリントロック式からリムファイア、センターファイア式へ移行していく過渡期に考案されたもので、現在では全く利用されていない。

### リムファイア型
縁打式(縁打ち式、en)とも呼ぶ。

リムファイア型とセンターファイア型の発火動作の違い

薬莢のリム(起縁)内部に発火薬が仕込まれ、リムを叩く事で発火するもので、薬莢のプレス機械による大量製造が確立した時期に最初に登場した型式。安価に製造できる反面、リム内部に均等に発火薬を詰める事が難しい為、センターファイアに比較して不発が発生しやすい事や、構造上プライベーターでは雷管部の再生が困難で、リロードを行う事が非常に難しい事から、22LR等の廉価で大量製造される実包に多く用いられている。

### 電気発火型
電流を印加することにより発火する雷管は、爆薬の点火（爆破）用としては主流方式である。
銃器においては、通常の撃発式ではトリガーを引いて撃鉄・撃針が雷管に打ち当たるまで、微小だが遅延が存在し、これが狙撃における命中精度のマイナス要因となりうる。機械駆動部を持たない電気発火式は遅延がほぼゼロで、これを利してレミントンM700EtronXなど電気発火式のライフルが試みられた（ただしEtronXは商業的に失敗に終わった）。電気発火式では銃に別途電源が必要になる煩雑さもあり、軍用、狩猟用、ホームガード用などいずれの分野においてもまったく普及していない。
一方、航空機関砲においては、第二次世界大戦時のドイツがMG 131以後、電気式のプロペラ同調装置と連動させた電気発火を採用したのから始まる。これは当時主流であったエンジン回転と直接リンクする機械式同調装置と比べて高精度で、他国では自機を爆破してしまう恐れがあった榴弾をドイツの航空機関砲がいち早く採用できた一因ともなった。戦後は対空機関砲を含め、高速のジェット機への限られた射撃機会にできるだけ多くの弾を投射するためにM61 バルカンのような毎分数千発に及ぶ高発射速度が志向されたことで、高速精密な発火タイミング制御を容易に行える電気発火式が主流となった。
艦砲では遠方の敵艦に対し、緻密な計算に基づき同一緒元へ多数砲の同時斉射を行うため、射撃指揮所から各砲塔へ一斉伝達できる電気発火式が主流となった（艦砲は総じて大口径で弾薬の容積にも余裕があり、発火不良時の予備として撃発雷管を併設することも多かった）。反面、各砲で手動によっている装填と発火制御が切り離されていることは戦艦日向などで砲尾閉鎖完了前の過早発火による爆発事故の原因となった事例もある。
また、連装砲では同時の発火で発射されると飛翔する砲弾は衝撃波が相互干渉して弾道がずれて散布界が広がる（着弾がばらける）ことがある。旧日本海軍はいち早くこの現象究明および回避に成功し、砲塔各砲の発火・発射タイミングを射撃反動が影響しない程度で僅かにずらす九八式発砲遅延装置を実用化した。砲塔軽量化のため砲身間隔を狭めたイタリア艦砲は同じ原因から散布界拡大の持病を抱えたが、同盟国であった日本から知見提供の協力はなされなかった。
電気発火は単発式なら不具合を起こしやすい機械的可動部を持たない構造にでき、この形式は軍用車両の発煙弾発射機で一般的である。類似の構造として、メタルストーム社は銃身内部に複数の弾薬を配列し、順繰りに電気発火させることで、装填排莢の限界に束縛されない超高速連射が可能な火器を、拳銃弾から散弾銃弾薬、40mmグレネード等、各種の電気発火式弾薬とともに開発試作している。

## 火薬の組成（一例）
- トリシネート 36%
- テトラセン 3%
- 硝酸バリウム 40%
- 硫化アンチモン 11%
- カルシウムシリコン 10%

雷管の火薬は厳密には爆薬に分類されるものであり、燃焼ではなく爆轟が発生するものである。少量であっても発火圧力が非常に大きい為、雷管のみを焼却処分する場合には火薬の処分よりも細心の注意を払う必要がある。

## 銃用雷管の良否と銃との相性
銃用雷管は主に黒色火薬の時代に設計されたものと、無煙火薬の時代に設計されたものに大別でき、両者で火薬の組成が若干異なる。使用火薬と雷管の組み合わせにより、発射初速にも若干の差違が生じる為、黒色火薬でリロードを行う場合には可能であれば黒色火薬向けに特化したブランドの雷管を使用する事が望ましい。
また、銃用雷管の品質は各国の製造技術により大きな差違が存在する。旧共産圏の雷管や、発展途上国などからの払い下げ軍用実包（ミリタリーアモ）の雷管は、低品質で発火感度が低いため、撃鉄ばねの圧力が低い銃で使用すると発火不良を起こす可能性がある。逆に、旧共産圏の銃器は品質の低い雷管を確実に発火する必要があるため、民生品でも西側諸国の銃器より撃鉄ばねが強力に作られている物が多い。
基本的に、実包側には「どんなに撃鉄ばねが弱い銃でも確実に発火する事」が求められ、銃側には「どんなに低品質な雷管でも確実に発火する事」が求められる。そのため、特に西側諸国の軍用品では銃用雷管・銃本体にも厳しい品質規格が定められている。
これに対して民間品では軍用品程厳しい品質規格がなく、銃と雷管の組み合わせによっては撃鉄ばねと雷管品質のミスマッチにより、発火不良や雷管突破などのトラブルが発生する可能性が大きくなる。そこで、リロードの際には雷管の発火跡をよく確認し、特に雷管突破が発生している場合には銃の機関部調整や雷管ブランドの変更などの対策を行う事が望ましい。
なお、ガス圧作動方式の項に詳しいが、西側諸国と旧共産圏諸国の雷管品質の差は、製造技術だけでなく、雷管に用いられる火薬に対する考え方の差も大きな要因である。西側諸国の場合には、銃の寿命と動作の安定性を確保する方向性を指向した。そのため、銃用雷管について、強腐食性のガスを発生させガス圧作動方式の銃において動作不良と火器のガスピストン寿命の低下の大きな一因となる雷酸水銀の使用は嫌われ、1960年代までにはほぼ全て低腐食性のものに置き換えられた。他方、旧共産圏諸国では、盟主の旧ソ連領を始めとした零下数十度の低温のような厳しい環境下であっても確実に雷管を発火させることが重視されたため、雷酸水銀を用いる方式の銃用雷管が使われ続けられた。その代わりに銃内部の各部品にはクロムメッキが施され、銃主要部はブロック構造として簡易交換が可能な構造を採用することで腐食ガスへの対応を行ったのである。